# Kalibr
Kalibr (Club, dawniej Klub) – rosyjski system uzbrojenia, w skład którego wchodzą przeciwokrętowe pociski manewrujące (rodziny 3M54), pocisk manewrujący przeznaczony do zwalczania celów lądowych (3M14) oraz rakietotorpedy zwalczania okrętów podwodnych (rodziny 91R). Stanowią uzbrojenie przede wszystkim okrętów, zarówno nawodnych jak i podwodnych. Bojowo używane były pociski do atakowania celów lądowych. 

## Historia i rozwój
Pociski rodziny Kalibr wywodziły się z rozwinięcia pocisku manewrującego 3M10 Granat z czasów ZSRR, wystrzeliwanego z okrętów podwodnych i przeznaczonego tylko do rażenia celów lądowych głowicą jądrową. Ich opracowanie ukończono w latach 90. XX wieku już w Rosji. W 1993 roku zaprezentowano trzystopniowy pocisk przeciwokrętowy 3M54, rozwijający w fazie ataku prędkość ponaddźwiękową, a następnie zbliżone do siebie krótsze poddźwiękowe pociski: przeciwokrętowy 3M54-1 i do atakowania celów naziemnych 3M14. Do rodziny Kalibr zaliczono także zaprezentowane w 1992 roku rakietotorpedy 91R.
System uzbrojenia Kalibr (na eksport nazwany Club) używa pocisków w różnych kombinacjach, z użyciem różnych platform przenoszenia (np. Kalibr-NK na okręcie nawodnym wykorzystuje wyrzutnię pionowego startu 3S-14, a Kalibr-PŁ używa 533 mm wyrzutnię torped). System obsługuje ponaddźwiękowe pociski przeciwokrętowe 3M-54 bądź poddźwiękowe 3M-54-1 o przeznaczeniu przeciwokrętowym i 3M-14 służące do ataku na cele lądowe. Pociski wystrzeliwane z okrętów podwodnych nie mają dodatkowej litery po dwucyfrowej liczbie, z okrętów nawodnych mają literę T, z wyrzutni lądowych – M, z samolotów – A, natomiast wersje eksportowe mają dodatkową literę E (Э). Eksportowe wersje systemu występują jako Club-S lub Kalibr-PŁE dla okrętów podwodnych, Club-N lub Kalibr-NKE dla okrętów nawodnych, Club-M dla wyrzutni nabrzeżnych i Club-A (Kalibr-A) dla lotnictwa. W zakresie działań przeciwko okrętom podwodnym, Club-S może zostać uzbrojony w pocisk z torpedą 91RE1, zaś Club-N z 91RTE2. Oznaczenie pocisków zapisywane jest z dywizem („-”) lub bez niego, lecz zgodnie z indeksem URAW WMF RF (SSSR) powinno się pisać bez dywizu.
3M54, 3M54-1 i 3M14 są pociskami manewrującymi o niskim profilu lotu, natomiast 91R1 i 91RT2 są pociskami o balistycznym profilu lotu. Pocisk 3M54 jest przeciwokrętowy, trzystopniowy, w którym silnik rakietowy pierwszego stopnia służy do wystrzelenia spod wody, drugi stopień z silnikiem turboodrzutowym jest marszowy poddźwiękowy, a po zlokalizowaniu celu oddzielany jest trzeci stopień, rozpędzany silnikiem rakietowym do prędkości ponaddźwiękowej 2500 km/h. Ujawniony zasięg odmiany eksportowej 3M54E wynosi 300 km. Pociski: przeciwokrętowy 3M54-1 i woda-ziemia 3M14 są krótsze, dwustopniowe, poddźwiękowe, podobne do siebie. Głowica bojowa pocisku 3M54-1 zawiera ok. 450 kg materiału wybuchowego. Pocisk 3M14 ma podobną głowicę penetrująco-burzącą albo kasetową. Dzięki mniejszej długości pociski 3M54-1 i 3M14 mogą być wystrzeliwane z zachodnich wyrzutni torpedowych.

## Użycie bojowe
7 października 2015 r. pociski woda-ziemia 3M14T użyte bojowo podczas konfliktu w Syrii przeciwko celom będącym pod kontrolą rebeliantów, wystrzelone przez Flotyllę Kaspijską WMF RF. Okręty wystrzeliły 26 pocisków do 11 celów.
20 listopada 2015 okręty Flotylli Kaspijskiej przeprowadziły atak 18 pociskami 3М14T na cele w Syrii.
8 grudnia 2015 okręt B-237 projektu 636.3 z Floty Czarnomorskiej WMF RF, będąc zanurzonym, zaatakował czterema 3M14K z Morza Śródziemnego przeciwnika na terenie Syrii.
Pociski Kalibr następnie używane były do atakowania celów lądowych podczas inwazji Rosji na Ukrainę w 2022 roku. 1 marca 2022 rosyjski okręt operujący na Morzu Czarnym wystrzelił nieznaną liczbę pocisków, z których jeden uderzył w budynek Urzędu Administracji Regionalnej w Charkowie, zabijając 7 osób i raniąc kolejne 24.

## Galeria

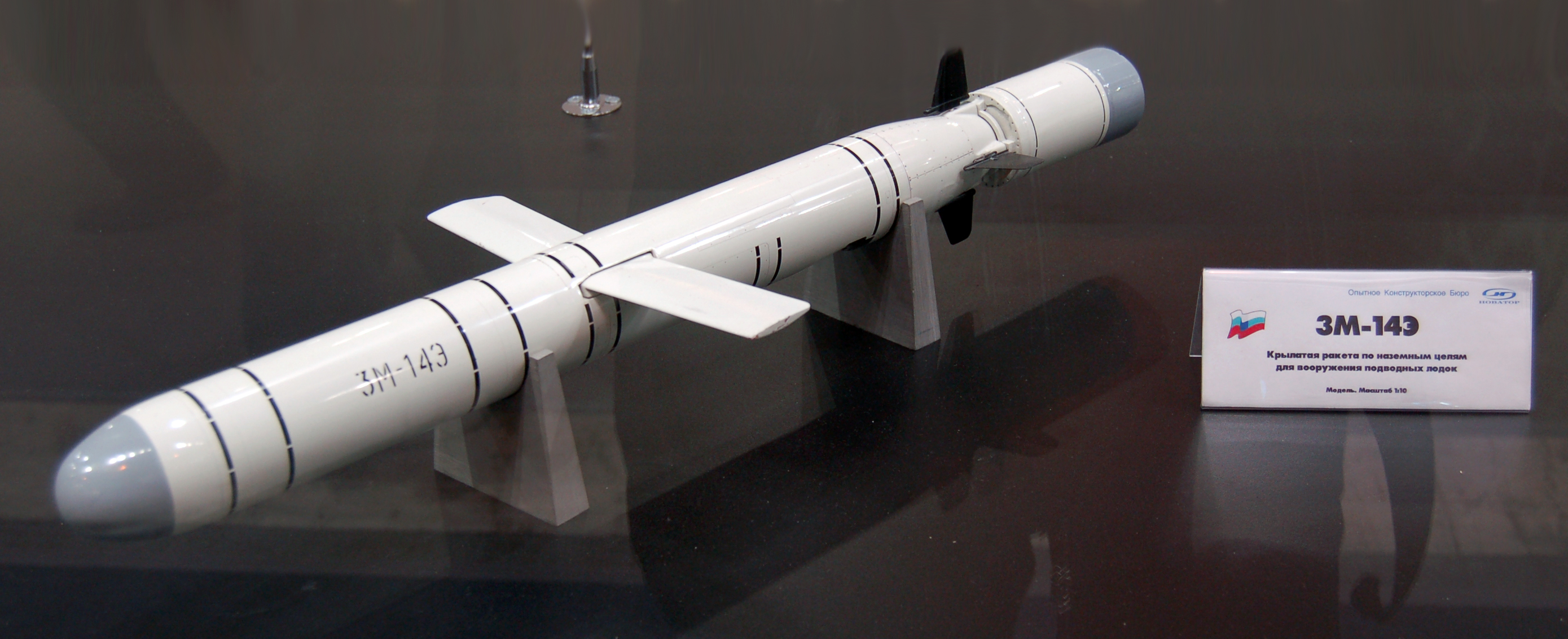
3M-14E
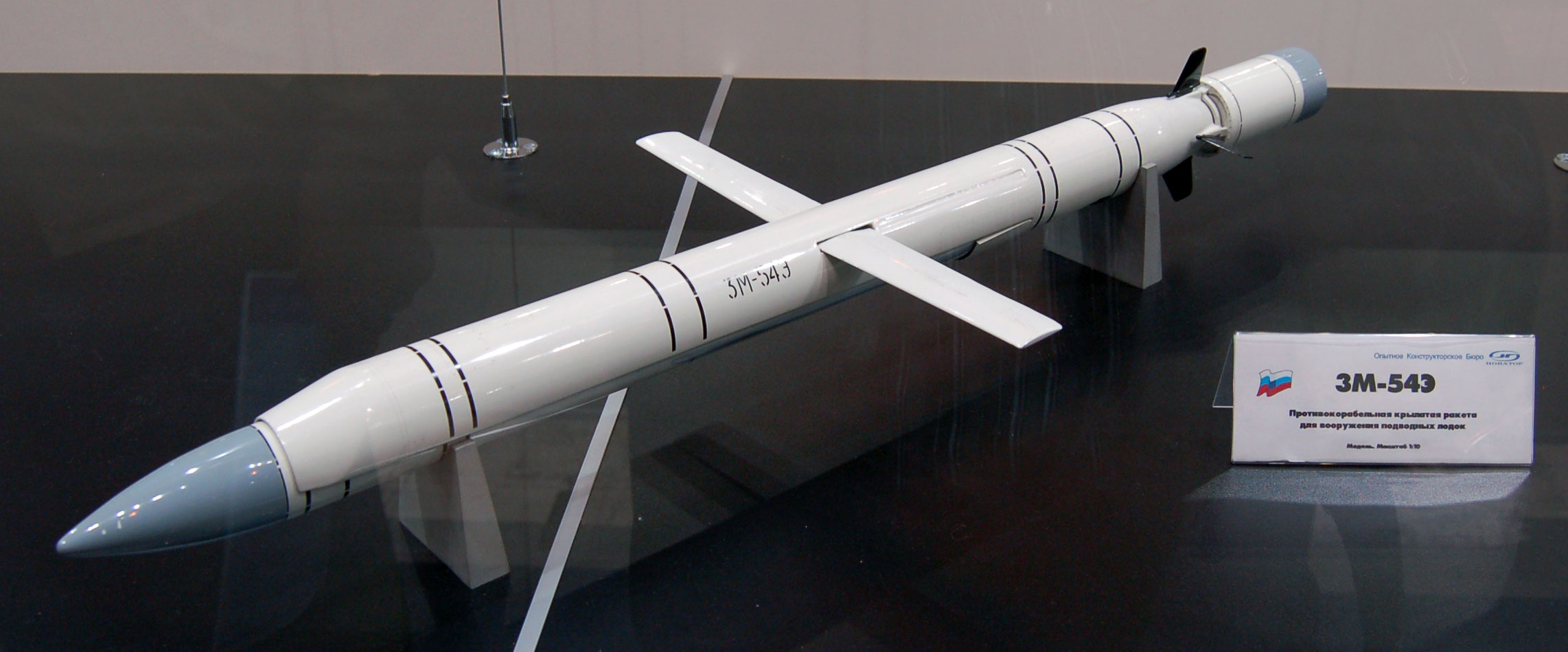
3M-54E
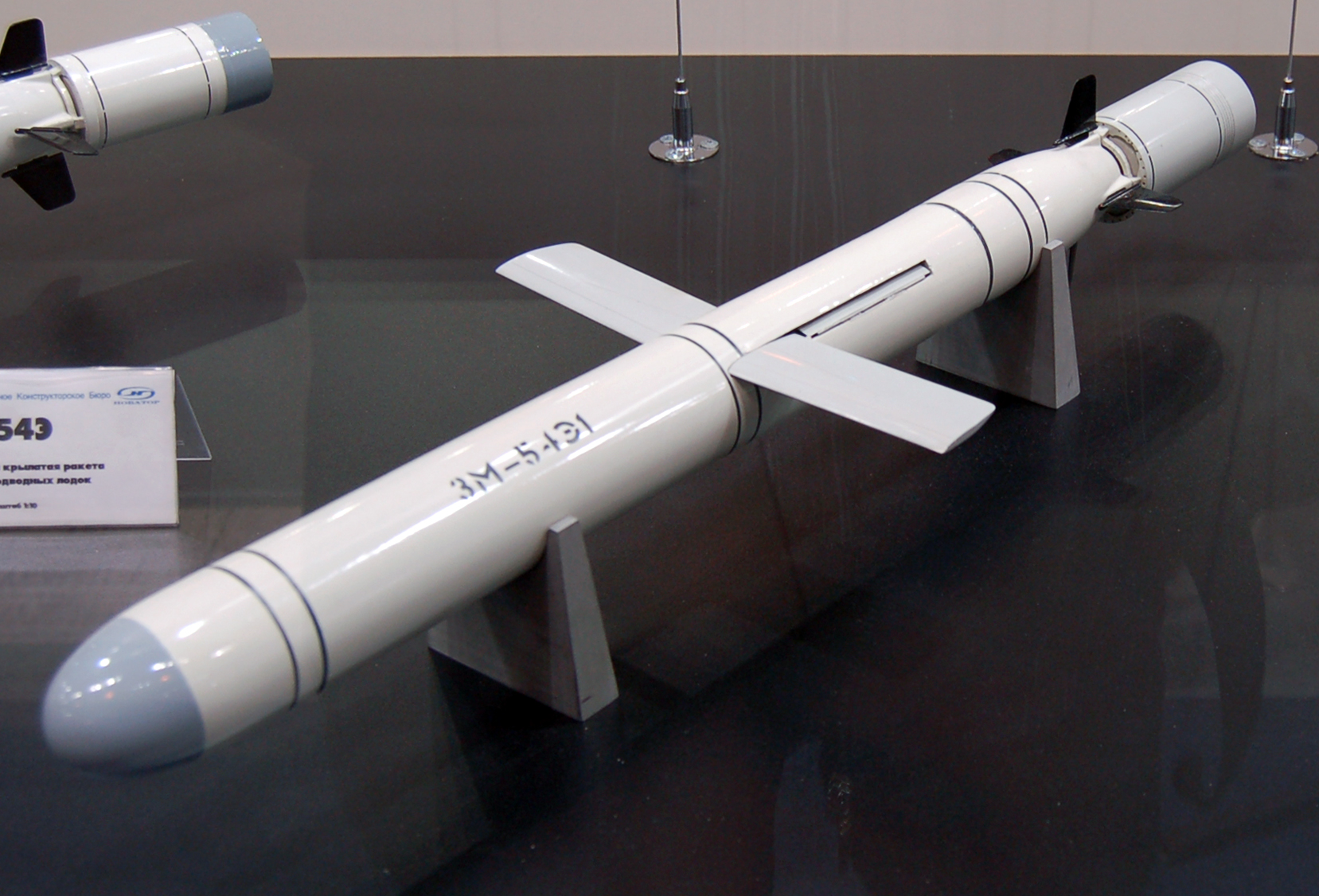
3M-54E1
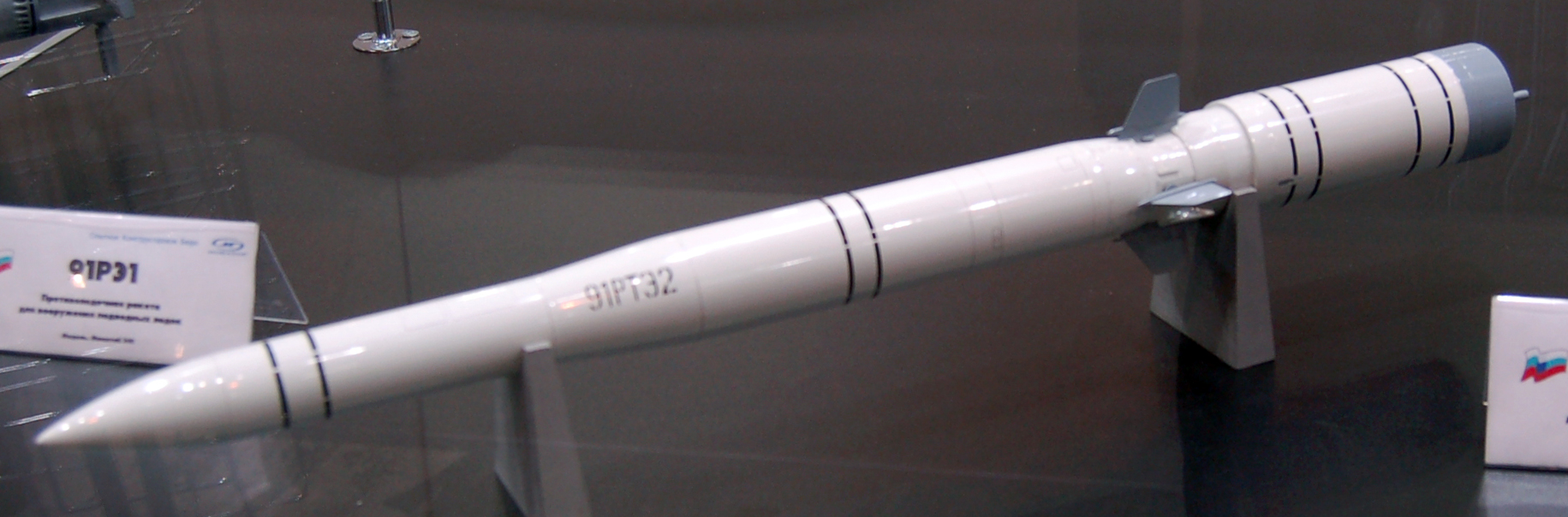
91RTE2
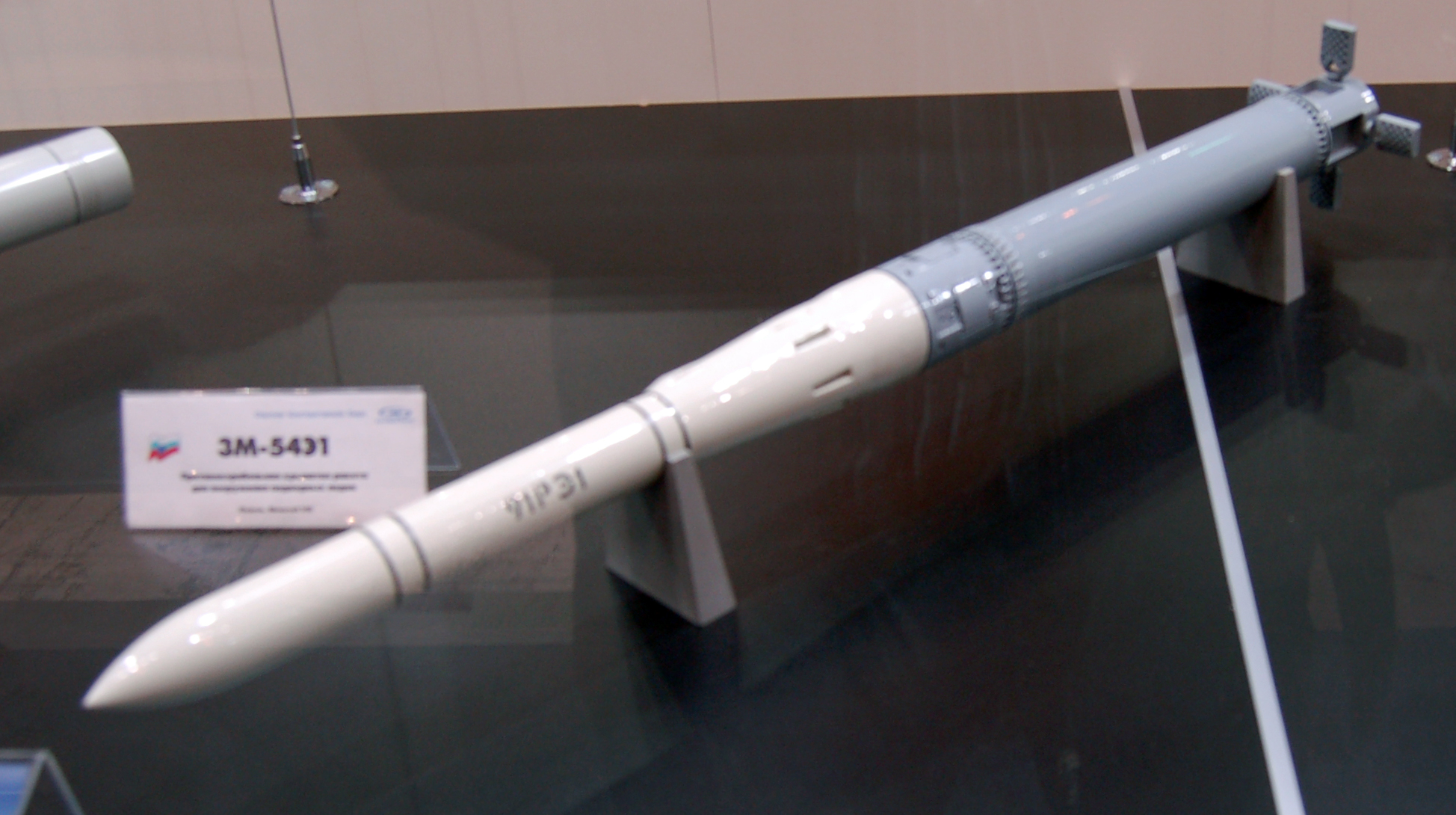
91RE1